# Сантана-ду-Ипанема
Сантана-ду-Ипанема (порт. Santana do Ipanema) — город и муниципалитет в Бразилии, входит в штат Алагоас. Составная часть мезорегиона Сертан штата Алагоас. Входит в экономико-статистический микрорегион Сантана-ду-Ипанема. Население составляет 44 866 человек на 2005 год. Занимает площадь 438 км². Плотность населения — 94,76 чел./км².

## История
Город основан 24 апреля 1875 года.

## География
Климат местности: полупустыня.